# Punta Venezia
La Punta Venezia è una montagna della catena delle Alpi Cozie, alta 3095 m. 

## Caratteristiche
È una evidente punta della cresta Nord del Gruppo del Monviso, sulla linea di confine tra Francia e Italia. A Sud è delimitata dal Colle del Coulour del Porco, a Nord dal colle del Coulour Bianco, che la separa dalle Rocce Fourioun.
Non esistono informazioni precise sulla prima salita. Di sicuro, la vetta fu raggiunta dai topografi che verso la metà del XIX secolo realizzarono la Carta degli Stati di S. M. il Re di Sardegna.
Il nome Punta Venezia fu attribuito alla montagna dal Prof. Valbusa nel 1903.
La sua morfologia è quella tipica della cresta nord del gruppo del Monviso: il versante orientale (Italia) è costituito da ripide pareti verticali o subverticali, mentre il versante occidentale (Francia) è costituito da un pendio ad inclinazione circa costante, ricoperto di detriti rocciosi.
Dal punto di vista geologico, la montagna, come tutta la cresta Nord del gruppo del Viso, appartiene alla serie a facies piemontese del Trias-Giura (zona delle pietre verdi di Gastaldi): in particolare, è costituita da rocce eruttive effusive (prasiniti, anfiboliti, eclogiti). Il principale sistema di fratturazione immerge circa parallelo al versante occidentale.

## Ascensioni

### Via normale
La vetta si raggiunge a partire dal Colle del Coulour del Porco, raggiungibile sia dal versante italiano che dal versante francese. Il percorso ha difficoltà di tipo alpinistico, con una valutazione generale F. Le difficoltà si concentrano nel tratto del Coulour del Porco, ove il sentiero si sviluppa sul bordo del canalone, su alcune cenge attrezzate con corde fisse, e nel torrione finale (II-II+), per il quale è utile avere una corda per facilitare la discesa.
Provenendo dall'Italia si può utilizzare come punto d'appoggio il Rifugio Giacoletti; si risale il canalone noto come Coulour del Porco fino alla cresta, poi si svolta a destra (nord) e si prosegue sempre in cresta per tracce di sentiero. Si supera per cengette e gradini una bassa bastionata rocciosa, poi si prosegue sempre sul crinale fino ad arrivare ad una insellatura ove è presente un piccolo bivacco di origine militare. Si aggira sulla destra (Italia) uno spuntone roccioso, poi se ne supera un secondo (oppure lo si aggira pure sulla destra) e ci si trova alla base del torrione di vetta (circa 4 m), sul quale si sale seguendo una spaccatura che lo attraversa in diagonale, per giungere alla croce di vetta (II-II+).
È possibile raggiungere il colle del Coulour del Porco anche dalla Francia, partendo dal Rifugio Viso nell'alta Valle del Guil: in questo caso, l'avvicinamento al colle risulta meno difficile.
Spesso la salita alla Punta Venezia viene abbinata alla salita alla vicina Punta Udine.

### Altre vie
Il versante Est della montagna presenta alcune vie con alpinistiche, di diversa difficoltà. Tra queste, la via dei Torrioni sulla parete S-E, salita per la prima volta da Ugo Griva ed Eraldo Quero nel 1974 (prima invernale: Eraldo Quero, 1975). La via, lunga circa 300 m, ha una difficoltà D+, con passaggi di V grado..
Anche per le vie di arrampicata si può utilizzare come punto d'appoggio il Rifugio Giacoletti.

## Il bivacco

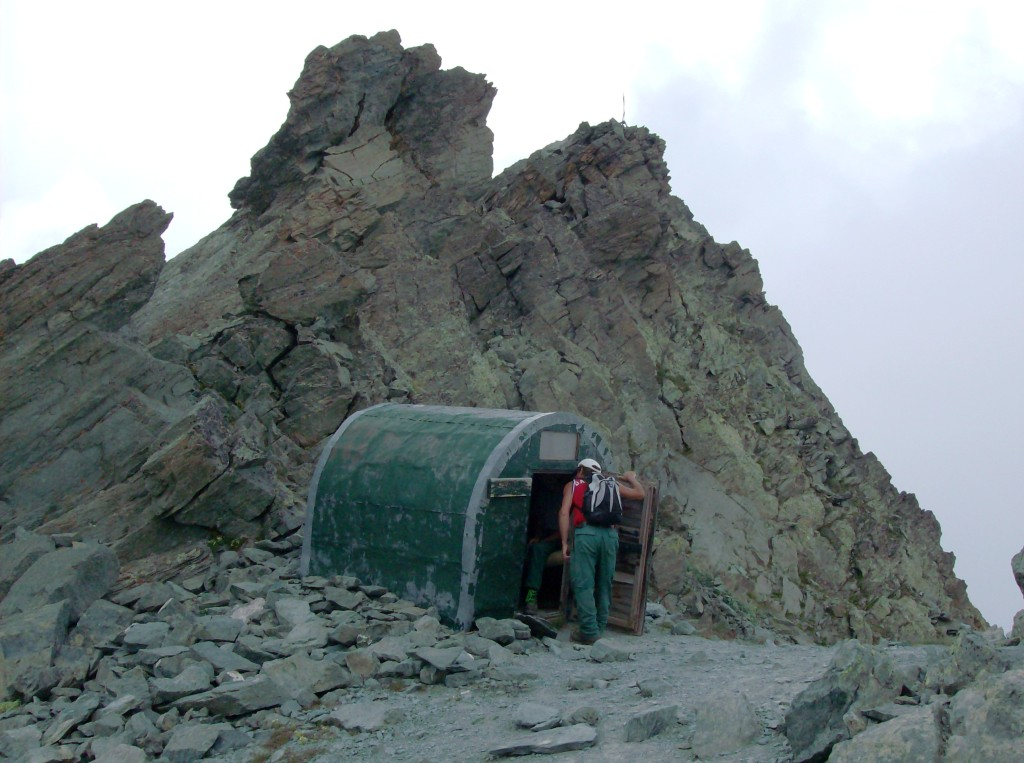
Il bivacco nei pressi di Punta Venezia; sullo sfondo, la vetta

Su una insellatura in prossimità della vetta, a quota 3.080 m, è presente il piccolo Bivacco di Punta Venezia, ricavato da una vecchia struttura militare. Si tratta di una costruzione metallica con tetto a botte, internamente rivestita e rinforzata in legno; all'interno vi sono due cuccette con coperte. Il bivacco è stato ristrutturato dalla Sezione di Cavour del C.A.I. nel 1991, come ricordato da una targa in legno sulla facciata, ed è sempre aperto.
Il bivacco non ha un nome definito: è comunque spesso indicato come Bivacco di Punta Venezia.